# いつか、サレジオ教会で
『いつか、サレジオ教会で』は、1991年1月23日に日本テレビ系列「水曜グランドロマン」で放送されたテレビドラマ。中山美穂主演。

## あらすじ
サレジオ教会での結婚式を夢見る北海道出身の主人公・山本妙子（中山美穂）と、結婚式無用論者の婚約者・若森俊（吉田栄作）。二人の結末は…。

## 出演
- 山本妙子（歯科衛生士） - 中山美穂
- 若森 俊 - 吉田栄作
- 加納リカ（歯科衛生士） - 武田久美子
- 小暮マリコ（俊の元カノ、俊の同僚） - 生稲晃子
- 山本房江（妙子の母） - 日色ともゑ
- 山本弥八郎（北海道の酪農家、妙子の父） - 室田日出男
- 若森雅子（俊の母） - 中村玉緒
- 名和慶子
- 広樹奈々
- 鼓太郎
- 田中雅子
- 歯科医・水谷 - 鶴田忍
- パシフィック探偵社 調査員 白石統一郎 - 飯島大介
- 塚越はるみ

## スタッフ
- 監督：柴崎正
- 企画：小杉義夫・山口剛
- プロデューサー：山口剛（日本テレビ）、高山正彦（ニューウェーヴ）
- 脚本：石井信之
- 音楽：今泉敏郎
- 技術：石川清一
- カメラ：柳沢栄造
- 照明：三ヶ尻進
- 音声：鈴木重一
- VE：岩下保典
- 美術デザイン：生田哲司
- 美術制作：長瀬正典
- 装飾：宮崎光平
- 持道具：阿部一博
- 衣裳：安斉由起夫
- 化粧：伊藤加代子
- スタイリスト：神野真琴
- 大道具：早川隆之
- 音響効果：下城義行
- 編集：白水孝幸
- ロケ協力：ホクレン、日本エアシステム、札幌パークホテル
- 技術協力：テイクシステムズ
- 制作協力：アベクカンパニー
- 広報：織田弘美（日本テレビ）
- 助監督：飯塚正彦
- 制作進行：鈴木和晶
- 記録：大下内恵子
- テーマ曲「水に挿した花」中森明菜（ワーナーパイオニア）
- 音楽協力：日本テレビ音楽
- 制作：日本テレビ
- 製作・著作：ニューウェーヴ